# Falerna
Falerna (tiếng Hy Lạp: Phalerne) là một đô thị (tiếng Ý: comune) thuộc tỉnh Catanzaro, trong vùng Calabria phía nam nước Ý. Đô thị này nằm trên quốc lộ A3. 
Thành phố có hai phần: Falerna là phần phố cổ nằm trên đỉnh đồi còn Falerna Marina tọa lạc bên bờ biển và có các bãi biển đẹp với các khách sạn.